# Communauté de communes du pays guerchais
La communauté de communes du Pays Guerchais était une intercommunalité française, située dans le département d'Ille-et-Vilaine et la région Bretagne. Elle fusionne au 1er janvier 2014 avec Vitré Communauté. Elle appartenait au pays de Vitré

## Histoire
La communauté de communes du Pays Guerchais a été créée le 6 décembre 1993 et regroupait huit communes de l'ancien SIVOM de la Roche aux Fées.
Le 1er janvier 2014, l'intercommunalité fusionne avec Vitré Communauté.

## Composition
Au moment de sa disparition, elle regroupait huit communes du canton de La Guerche-de-Bretagne.
| Nom                    | Code Insee | Gentilé      | Superficie (km2) | Population (dernière pop. légale) | Densité (hab./km2) |
| ---------------------- | ---------- | ------------ | ---------------- | --------------------------------- | ------------------ |
| Availles-sur-Seiche    | 35008      | Availlais    | 11,06            | 682 (2014)                        | 62                 |
| Drouges                | 35102      | Drougeais    | 11,63            | 534 (2014)                        | 46                 |
| La Guerche-de-Bretagne | 35125      | Guerchais    | 11,53            | 4 301 (2014)                      | 373                |
| Moulins                | 35198      | Moulinois    | 15,21            | 712 (2014)                        | 47                 |
| Moussé                 | 35199      | Mousséens    | 3,37             | 317 (2014)                        | 94                 |
| Moutiers               | 35200      | Moutierrains | 17,64            | 946 (2014)                        | 54                 |
| La Selle-Guerchaise    | 35325      | Sellais      | 2,14             | 154 (2014)                        | 72                 |
| Visseiche              | 35359      | Visseichais  | 16,03            | 790 (2014)                        | 49                 |

## Administration

### Siège
Le siège de la communauté de communes était à La Guerche-de-Bretagne, 2 rue du Cheval Blanc.

### Élus
|                       | Identité        | Qualité                                        |
| --------------------- | --------------- | ---------------------------------------------- |
| 1er                   | Pierre Juvin    | Maire de Drouges                               |
| 2e                    | Pierre Melot    | Maire de Moulins                               |
| 3e                    | Joseph Ollivier | Maire de Moutiers                              |
| 4e                    | Charles Izard   | Conseiller municipal de La Guerche-de-Bretagne |
| Source : Ouest-France |                 |                                                |

### Liste des présidents
| Période        | Période           | Identité         | Étiquette    | Qualité |
| -------------- | ----------------- | ---------------- | ------------ | --- |
| janvier 1994   | août 2003 (décès) | Patrick Lassourd | RPR puis UMP | Maire de La Guerche-de-Bretagne (1989 → 2003) Conseiller général de La Guerche-de-Bretagne (1988 → 2001) Sénateur d'Ille-et-Vilaine (1998 → 2003) |
| septembre 2003 | décembre 2013     | Pierre Després   | UMP          | Maire de La Guerche-de-Bretagne (2003 → 2020) Conseiller général de La Guerche-de-Bretagne (2008 → 2015)                                          |